# John McNamara
Pour les articles homonymes, voir John McNamara (homonymie) et McNamara.
Ne doit pas être confondu avec John Macnamara.
John McNamara est un producteur et scénariste américain né le 2 avril 1962 à Ann Arbor dans le Michigan.

## Filmographie

### Scénariste
- 1994 : Loïs et Clark, les nouvelles aventures de Superman (série TV) - Saison 2 Épisodes 2 - 5 - 14 - 21
- 1995 : Loïs et Clark, les nouvelles aventures de Superman (série TV) - Saison 3 Épisodes 1 - 14
- 1996 : Loïs et Clark, les nouvelles aventures de Superman (série TV) - Saison 4 Épisodes 3 - 19
- 1996-1997 : Profit (série TV)
- 1997 : Jeux d'espions (série TV)
- 1998-1999 : Ultime recours (série TV)
- 2000 : Le Fugitif (série TV) - Épisodes 3 - 2 - 15 - 13 - 1
- 2002-2003 : Fastlane (série TV)
- 2005 : Eyes (série TV)
- 2007 : Them (TV)
- 2010 : U.S. Marshals, protection de témoins (série TV) - Saison 3 Épisode 1
- 2012 : Wes et Travis (série TV) - Saison 1 Épisode 11
- 2015 : Aquarius (série TV)
- 2015 : Dalton Trumbo de Jay Roach
- 2016 : The Magicians (série TV)

### Producteur
- 2015 : Dalton Trumbo (Trumbo) de Jay Roach